# Flagellazione davanti a Pilato

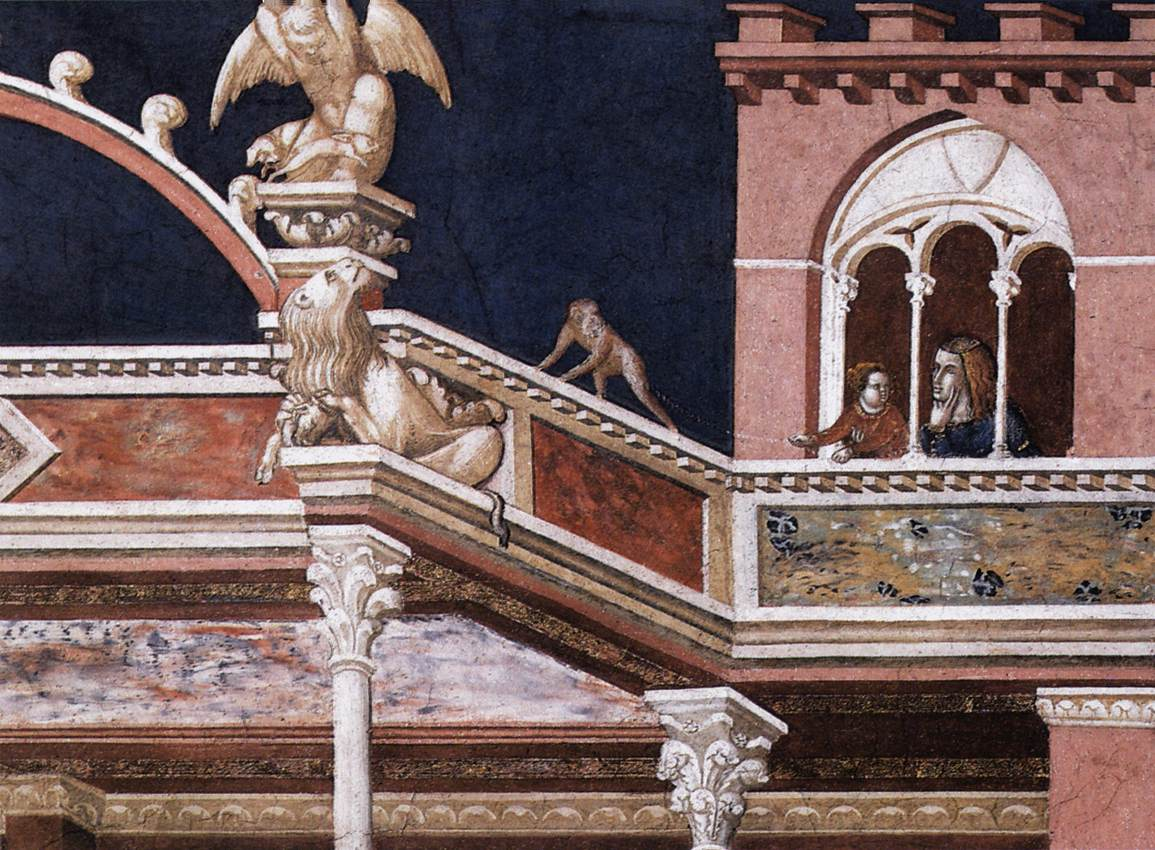
Dettaglio

La Flagellazione davanti a Pilato è un affresco di Pietro Lorenzetti, facente parte delle Storie della Passione di Cristo nel transetto sinistro della basilica inferiore di San Francesco ad Assisi. Il ciclo è databile al 1310-1319 circa.

## Descrizione e stile
La scena è celebre per la complicata articolazione architettonica e per la vivacità dei dettagli. A differenza delle scene precedenti, è ormai giorno e sono sparite le stelle: l'artista in più scene dimostrò un vivo interesse per la rappresentazione dello scorrere del tempo. 
Sulla piattaforma rialzata e decorata da mosaici cosmateschi della stanza di Pilato, retta da sottili colonnine e aperta verso l'esterno, sta svolgendosi la flagellazione di Cristo. Pilato, affiancato da due armigeri in sfavillanti armature, dà il via al martirio con un gesto d'imperio. Il Cristo subisce paziente la flagellazione, operata da due sgherri, mentre da sinistra, dalla porta, una piccola folla assiste alla scena, spesso appoggiandosi alla balaustra e abbracciando la colonnetta d'angolo.
La parte superiore dell'affresco mostra una ricca decorazione architettonica, fatta di arcate decorate da piccole volute e da statue, le quali sembrano quasi prendere vita: dei leoni variamente atteggiati e putti, uno dei quali tiene un levriero, uno suona in un corno, uno guarda un cane che insegue una lepre girandogli intorno. A destra poi è presente una piccola e rarissima, per l'epoca, scena di genere: da una trifora un bambino, osservato placidamente dalla madre, tiene una scimmietta al guinzaglio, che si avventura sul cornicione dentellato. Si è provato a spiegare questo curiosissimo inserto in termini esegetici o evangelici (come la rappresentazione della moglie e del figlio di Pilato), ma la critica più recente tende ad ammettere la possibilità che il Lorenzetti fosse affascinato dalla vita quotidiana, inserendola nelle scene di contorno del ciclo, come era avvenuto nell'Ultima Cena dove un servo dà da mangiare gli avanzi a un cagnolino.